# HIP 79431 b
HIP 79431 b هو كوكب خارج المجموعة الشمسية في كوكبة العقرب حول النجم HIP 79431. اكتشف في 7 يناير 2010 في مرصد كيك .يقع الكوكب على بعد 47 سنة ضوئية من الأرض وعلى بعد 0.36 وحدة فلكية من النجم المستضيف .تستغرق الفترة مدارية لهذا الكوكب نحو 111.7 يوماً، ويقدر الانحراف المركزي لمدار الكوكب بنحو 0.29%. الكوكب هو الكوكب العملاق السادس الذي يكتشف في مسوحات دوبلر للأقزام M ويعتبر واحدا من الكواكب الأكثر ضخامة المكتشفة حول نجوم M القزمة.